# Jayce and The Wheeled Warriors
Jayce and The Wheeled Warriors (conocida como Jayce y los guerreros rodantes en Hispanoamérica y en España tanto como Los guerreros sobre ruedas como Los guerreros del espacio) es una serie de animación y coproducción canadiense, francesa y estadounidense que se transmitió por primera vez el 16 de septiembre de 1985. Fue producida por las productoras DiC Audiovisuel y ICC TV Productions, consta de 65 episodios de media hora y animada por los estudios de animación japoneses Sunrise, Shaft, KKDIC, Studio Giants y Studio Look.
En España fue emitida en La 2 y en  Canal+ a principio de los años 90, fue conocida como Los guerreros sobre ruedas y, en posteriores reposiciones, como Los guerreros del espacio.
La serie trata sobre un grupo de compañeros miembros de la «Fuerza Luz» en España y la «Alianza del Rayo» en Hispanoamérica, quienes conducen vehículos equipados con armas y dispositivos mecánicos móviles liderados por Jayce, quien busca a su padre desaparecido debido a la amenaza de Discord o Jefe Saw, quien lidera a las Monstruoplantas o Mentes Monstruosas, plantas mutantes que se esparcen por todo el universo, y que como él, son capaces de transformarse en vehículos motorizados.

## Producción
La mayoría de los episodios fueron escritos por los guionistas franceses Jean Chalopin (autor-productor) y Haskell Barkin, mientras el resto fue escrito por estadounidenses como Larry DiTillio, Barbara Hambly y J. Michael Straczynski, siendo este último responsable de un cuarto. Los productores de la serie fueron Jean Chalopin y Susan Cavan, y toda la música incidental fue dirigida y compuesta por  el dúo Shuki Levy y Haim Saban.
En los Estados Unidos la serie fue inicialmente transmitida exclusivamente para la redifusión entre el 16 de septiembre de 1985 y el 27 de abril de 1986. Sin embargo la reposición no se produjo hasta una década más tarde del 3 de julio de 1994 al 25 de agosto de 1995 como parte de USA Cartoon Express, un antiguo bloque de programación de animación en USA Network. En Reino Unido, fue transmitida los sábados por la mañana en Channel 4. En Francia, la versión en francés llamada Jayce et les Conquérants de la lumière fue transmitida como parte de Les P'tits Loups, bloque de programación para niños en TF1, que comenzó el 9 de septiembre de 1985.
Se dice que extrañamente, aunque el show fue creado para promover una línea de juguetes, las figuras de acción de los personajes nunca fueron vendidas, sin embargo en Estados Unidos sí se vendieron dichas figuras, pero, los juguetes llegaron primero que la serie, y no se les dio ningún antecedente o historia como sí ocurrió con la línea de juguetes de Masters of The Universe, por ende no se relacionaron los juguetes con la Fuerza Luz y las Monstruoplantas, así que los distintos personajes en la serie animada fueron creados para seguir una historia estructurada.

## Sinopsis
El argumento trata sobre Jayce, quien anda en la búsqueda de su padre Audric. La historia cuenta que Audric fue un botánico que hizo muchos experimentos con biotecnología. Uno de los cuales floreció y se convirtió en una joven humanoide llamada Flora. De todas formas, no en todo salió bien, otro experimento dio origen a Discord, que tiene el poder sobre las Monstruoplantas y lidera lo que él llama la «Luz Negra». Discord tomó el control del laboratorio y lo transformó en una fortaleza. Tiene poderes psíquicos y de clarividencia, entre muchos otros, que le dan control sobre enredaderas y es capaz de conseguir la teletransportación de su fortaleza en caso de huida. La única cosa que puede destruir a Discord es la Raíz Mágica, de la cual Audric y Jayce tienen la mitad cada uno. Hasta ahora, Jayce y sus amigos de la Fuerza Luz buscan constantemente a Audric para unir la Raíz Mágica.

## Película
Debido a la baja venta de juguetes, después del episodio 65 no hubo continuación y el final quedó sin resolver. Aun así, según el productor J. Michael Straczynski, una película habría acompañado a la serie, siguiendo los pasos de otras series animadas como Transformers y G.I. Joe; si la serie hubiese mostrado éxito mediante la venta de juguetes, la producción de la película habría empezado. Straczynski escribió el guion, pero debido al fracaso en ventas de la línea de juguetes, la preparación de la película se canceló.
Si la película se hubiese grabado, habría dado un final a la serie, conociendo a los miembros originales de la Fuerza Luz y Jayce siendo entrenado en el planeta de los guardianes. Se reuniría con su padre Audric, pero según Straczynski, éste habría sido asesinado por Discord cuando las Monstruoplantas comienzan el asalto final en la galaxia; y en la batalla final Jayce reuniría la Raíz Mágica y mataría a Discord, terminando con la amenaza de las Monstruoplantas para siempre.

## Lista de Personajes
- Jayce - Líder de la Fuerza Luz, posee la mitad de la Raíz Mágica colgado en su cuello, también posee el anillo de la luz que lo ayuda a salir de cualquier problema.

- Audric - Padre de Jayce y Maestro Original de Oon, creador de la raíz mágica, quien también posee la mitad, ha creado accidentalmente a las Monstruoplantas y es cocreador de Flora, además creó los Vehículos de la Fuerza Luz. En español su nombre se pronuncia "Ódric".

- Gillian - Mago, mentor de Jayce, es cocreador de Flora y de los Vehículos de la Fuerza Luz.

- Flora - Es una niña creada de una flor, posee poderes telepáticos, puede sentir la presencia de las Monstruoplantas, también puede comunicarse con las plantas y animales.

- Oon - Un pequeño escudero de hojalata, quien sirvió a Audric, siempre porta una lanza. Es miembro de los Escuderos Eternos, cuya misión es ejercer de apoyo para los grandes señores del universo.

- Herc Stormsailor (o Stormsailer) - Un tipo mercenario y pirata con ciertas reminiscencias de Han Solo, que lleva a Jayce y sus amigos por todo el Universo en su nave "El Orgullo Celeste".

- Brock - Es un pez color rosa y azul, mascota de Flora, puede flotar en el aire y respirar tanto en el aire como en el agua.

- Zoggies - Son robots juguetes de Flora, con una ligera apariencia reptil, son juguetones y siempre molestan a Oon.

- Jal Gorda - Un antropomórfico extraterrestre espía, el mejor amigo de Audric, ayuda a Jayce y sus amigos a reunir información acerca de la ubicación de las Monstruoplantas así como de su padre. Es un personaje secundario

- Discord - Líder de las Monstruoplantas, un ser de aspecto planta-humanoide, muy inteligente. Puede transformarse en un vehículo con cuatro dientes de parachoques delantero y una sierra circular sobre el techo.

- Tanque del Terror.  - Subcomandante de los "Tanques del Terror".

- Mueca de Armas. - Subcomandante de las "Muecas de Armas".

- Crucero Knock Out. - Subcomandante de los "Cruceros Knock Out".

- Bestia Andante. - Subcomandante de las "Bestias Andantes".

- Comandante Tropa Saw. - Rara vez aparece, supervisa a los clones de las Tropas "Saw".

- Dr. Zorg - Científico, rival de Audric, ayuda a las Monstruoplantas, y al jefe Saw, siempre está intentando acceder a la computadora de la fortaleza para obtener los conocimientos de Audric.

- Noak - El mejor espía de Discord, además es muy persuasivo.

## Vehículos de la Fuerza Luz
- Fuerza Armada. Es un vehículo con una larga tenaza mecánica dorada, posee misiles, cañón hidrante, ondas antigravedad, rayos que petrifican, cañones de rayos que pueden desmontarse y pasar a otros vehículos, lo conducen Jayce y Oon.

- Taladro. Es un vehículo con un taladro integrado que puede ir debajo de la tierra que le permite escapar de situaciones peligrosas. Es el preferido de Flora, también lo conduce Gillian.

- Tracción de Púas. Su arma principal es un cañón ubicado en la parte trasera, posee un radar que le permite localizar tanto personas como vehículos, y sus ruedas tiene púas para que tenga buena tracción en tierra. Es uno de los vehículos preferidos por Herc.

- Cambio Rápido. Posee un cañón escondido debajo de la armadura, tiene integrado una antena, una pistola de oxígeno líquido, y posee una rueda con picos en la parte delantera que le permite derrumbar paredes, obstáculos, etc. Ondas de Alta Gravedad. Es otro de los preferidos por Herc.

- Cortador de Caminos. Es el vehículo más grande de la liga, puede transportar a los otros cuatro vehículos. Tiene patas en vez de ruedas que le permite saltar grandes distancias y aplastar a sus enemigos. Como es muy grande necesita de gran espacio para la batalla, tiene cañones láser y un brazo mecánico con sierra integrada.

- Cañón de Spray. Vehículo de reciente creación, está para ayudar cuando las necesidades de la batalla lo requieran, posee cañones que disparan sustancias líquidas y gelatinosas, Herc y Flora son los únicos que lo conducen.

- Disparos Voladores: Vehículo de artillería pesada. Construido por Gillian junto con el Cañón de Spray. Tiene una catapulta de discos que contienen todo tipo de armas de ataque y defensa: discos bomba, discos de redes, discos congelantes, discos cortantes, discos plateados de fotones, y además cuenta con 2 escudos de armadura para su defensa.

- Base de Batalla: El armamento más pesado de toda la Liga. También creado por Gillian parece un tanque sin ruedas que le permite maniobrar sobre cualquier tipo de terreno. Es el taller mecánico de la Liga cuando los vehículos necesitan urgente reparación durante las batallas. Tiene muchos sistemas defensivos, equipo de comunicación y sensores. Posee mira telescópica, láseres, detector de formas de vida, escáner para captar transmisiones lejanas, escudos de luz y un mini laboratorio.

- El Orgullo Celeste: Es la nave espacial con forma de antigua carabela española que lleva a su capitán, Herc, y a toda la tripulación de la Fuerza Luz. Está equipado con cohetes jet para propulsarse por el espacio y con velas de paneles solares como mecanismo suplementario de energía, sistema de antigravedad, sistema defensivo de láseres y brazos mecánicos que le permiten adjuntarse a naves más grandes y rápidas.

- Motocicleta Espacial. Una pequeña motocicleta espacial.

- Crucero de Emergencia. Rara vez es usado por el "Orgullo de los Cielos" como transbordador.

## Vehículos de las Monstruoplantas
- Tropa Saw: Es un vehículo con tracción al frente y ruedas en la parte trasera, tiene un brazo con una sierra giratoria y armas de rayos al frente.

- Tanque del Terror: Es un tanque equipado con un cañón potente y un brazo que termina en una mandíbula de planta carnívora.

- Mueca de Armas: Vehículo con forma de camioneta que posee un brazo con un látigo con 5 bolas, tiene armas láser en su boca y en el techo.

- Crucero Knock Out: Vehículo en forma de camioneta que tiene una cara enojada al frente, posee un brazo con una gran bola azul que puede golpear a sus enemigos.

- Bestia Andante: Es el más tonto de las Monstruoplantas, pero también el más grande, es un vehículo con forma de insecto con 4 patas que puede aplastar todo, tiene equipado un cañón láser y pinzas metálicas en su boca.

Legiones Terrestres de las Monstruoplantas
- Flapjacks - Vehículo parecidos a vainas con un catapulta.
- Lurchers - Vehículo con un ariete al frente. No fue producido en la línea de juguetes.
- Snapdragons - Pequeños vehículos de 4 piernas con flores que ocultan cañones láser.
- Estaciones de Batalla - Es la respuesta de las Monstruoplantas de la Base de Batalla, solo apareció en un episodio, sirve para acumular energía.

Legiones Aeroespaciales de la Monstruoplantas (no se hicieron juguetes)
- Cruceros - Grandes naves de las Monstruoplantas.
- Scouts/Satélites - Pequeñas naves de las Monstruoplantas. Se usan ambos nombres para llamarlos.
- Vainas Taladro - Pequeños cohetes con taladro integrado, que contienen racimos de las Monstruoplantas, son usados para penetrar blancos y liberar las vainas crecidas.
- Vainas - Plantas que se insertan que son disparados por los Cruceros.
- Space Fighters - Pequeñas naves de combate, son menos usadas que los scout.

Legiones en Red de las Monstruoplantas (no se hicieron juguetes)
- Enredaderas Expansivas - Largas enredaderas que sirven para infectar planetas, así como engendrar vehículos de las Monstruoplantas e interconectar planetas.
- Vaina de Esporas - No es tan grande como las Vainas expansivas, sirve como arma biológica, disparando gas.
- Receptáculos - Bloques-Planta que son usados para la teletransportación.
- Cerebros - Una pequeña planta con un solo ojo, sirve de comunicación de las Monstruoplantas con otras especies.

## Voces de Actores
Inglés
- Darrin Baker como Jayce.
- Charles Jolliffe como Gillian.
- Luba Goy como Oon.
- John Stocker como Gun Grinner.
- Dan Hennessey como Audric, K.O. Cruiser and Saw Trooper.
- Valerie Politis como Flora.
- Guilio Kukurugya como Saw Boss.
- Len Carlson como Tanque del Terror y Herc Stormsailer.
- George Buza como El Narrador.

### Doblaje
Versión en Español (Venezuela/LAT)
- Jayce - Rafael Monsalve
- Herc - Arístides Aguilar
- Gillian - Alberto Arvelo
- Oon - Juan Carlos Vázquez
- Flora - Josefina Nuñez
- Jefe Saw - Raúl Xiques
- Narrador - Rubén Antonio Pérez

 Versión en Español (España)
Estudio: Sincronía
- Jayce - Eduardo Bosch
- Oon - Juan D'Ors
- Discord - Antonio Miguel Fernández Ramos

## Disponibilidad
Solo hay un DVD en inglés llamado Jayce and the Wheeled Warriors - Escape from the Garden of Evil, contiene los episodios "Escape from the Garden", "The Vase of Xiang", "Steel Against Shadow" y "Flora, Fauna, and the Monster Minds". La serie completa esta en francés, en 2 cajas que contienen 5 DVD.
- Datos: Q1684398